# Liste der Biografien/Veb
Liste der Biografien |
Portal Biografien |
Personensuche
# |
A |
B |
C |
D |
E |
F |
G |
H |
I |
J |
K |
L |
M |
N |
O |
P |
Q |
R |
S |
T |
U |
V |
W |
X |
Y |
Z |
?
 
Va |
Ve |
Vh |
Vi |
Vj |
Vl |
Vn |
Vo |
Vr |
Vs |
Vt |
Vu |
Vy
 
Vea |
Veb |
Vec |
Ved |
Vee |
Veg |
Veh |
Vei |
Vej |
Vek |
Vel |
Vem |
Ven |
Veo |
Veq |
Ver |
Ves |
Vet |
Veu |
Vev |
Vex |
Vey |
Vez
Die Liste der Biografien führt alle Personen auf, die in der deutschsprachigen Wikipedia einen Artikel haben. Dieses ist eine Teilliste mit 8 Einträgen von Personen, deren Namen mit den Buchstaben „Veb“ beginnt.

## Veb

### Veba
- Vebæk, Christen Leif (1913–1994), dänischer Archäologe
- Vebæk, Maaliaaraq (1917–2012), grönländische Schriftstellerin, Ethnologin und Journalistin

### Vebe
- Veber, Daniel F. (* 1939), US-amerikanischer Chemiker
- Veber, Francis (* 1937), französischer Journalist, Drehbuchautor, Filmregisseur und Produzent

### Vebl
- Veblen, David R. (* 1947), US-amerikanischer Mineraloge
- Veblen, Oswald (1880–1960), US-amerikanischer Mathematiker
- Veblen, Thorstein (1857–1929), US-amerikanischer Ökonom und SoziologeThorstein Veblen (1857–1929)

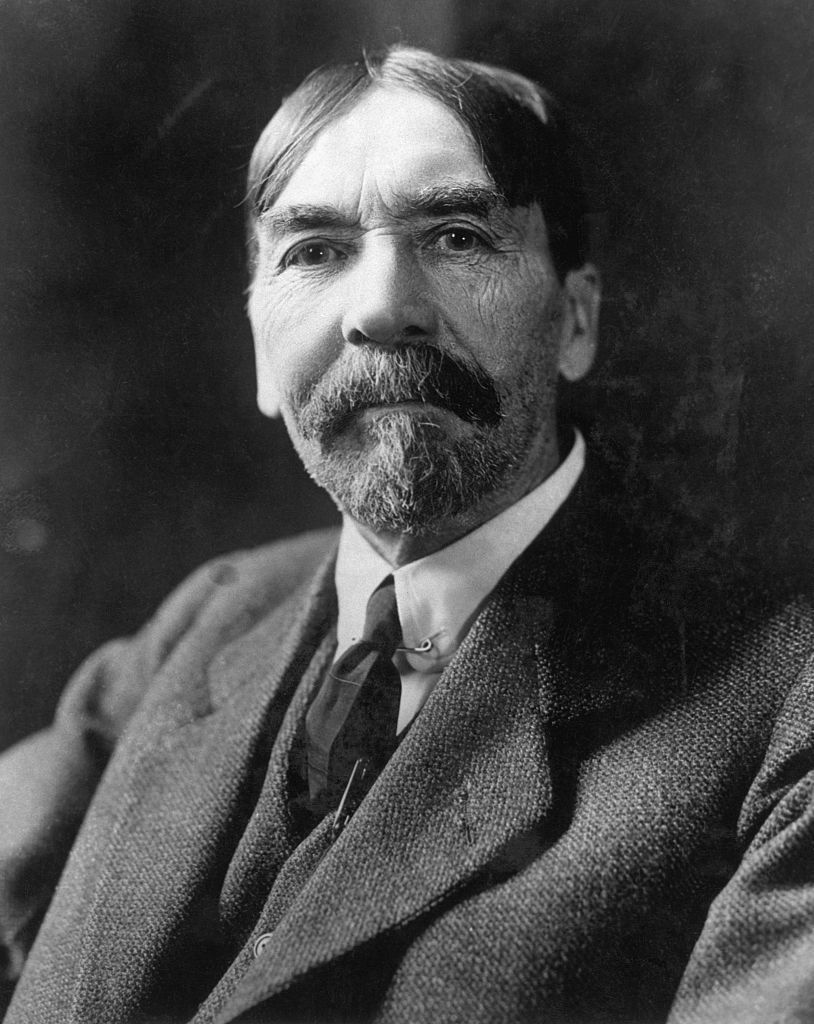
Thorstein Veblen (1857–1929)

### Vebr
- Vėbraitė, Vaiva Radasta (1954–2008), litauische Politikerin, Vize-Bildungsministerin